# Luis de Vasconcelos e Sousa, 4to Conde de Figueiró
Luís de Vasconcelos e Sousa, 4to Conde de Figueiró (Reino de Portugal, 1 de noviembre de 1742 - Río de Janeiro, 24 de marzo de 1809) fue un noble y administrador portugués y 12° virrey de Brasil entre 1778 y 1790.

## Biografía
Hijo de José de Vasconcelos e Sousa Caminha Câmara Faro e Veiga, 1º marqués de Castelo Melhor, y de Maria Rosa Quitéria de Noronha. Obtuvo el grado de bachiller en cánones en la Universidad de Coímbra. Fue juez y desembargador del Tribunal de Relación de Oporto, de la Casa da Suplicación y de la Mesa de Desembargo de Paço; consejero de Estado, y concejal del Senado de la Cámara de Lisboa.
Fue el 12° virrey de Brasil y capitán general de Mar y Tierra del Estado del Brasil, ejerciendo el cargo por doce años, desde el 30 de abril de 1778 al 9 de mayo de 1790. Trajo instrucciones minuciosas asignadas por el nuevo Secretario de Estado, Martinho de Melo e Castro, por las cuales se regularía lo relativo a religión, justicia, hacienda, tropas, agricultura, navegación, comercio, política, etx. Según Varnhagen, se distinguió por la "moderación y prudencia". Fomentó el cultivo del añil y del cáñamo.
Hizo bastantes obras para la ciudad de Río de Janeiro, capital del virreinato. Creó el Paseo Público que existe hasta el día de hoy, al mandar rellenar la Lagoa do Boqueirão que existía en ese sitio. Reformó el Largo do Carmo abrió calles y protegió artistas como el Mestre Valentim da Fonseca e Silva y Leandro Joaquim. Mandó construir la llamada "Casa de los Pájaros", origen del Museo Nacional do Rio de Janeiro, en el Largo da Lampadosa. Reedificó el edificio de la aduana y se dice que, en general, fue el precursor del urbanismo en Río. Durante su administración, fue creado el "Calabouço", lugar en el que los esclavos eran apresados y castigados por insubordinación al sistema vigente en esa época.
Bajo su auspicio se creó la Sociedade Literária, que reunió a varios intelectuales brasileños. Regresó a Portugal en 1790 y ahí fue inspector general de Obras Públicas (1801), secretarios de Estado y presidente del Real Erário (1803-1807). Fue socio de la Academia Real de las Ciencias de Lisboa, recibió la gran cruz de la Ordem de Santiago e Espada y el títiulo de conde de Figueiró.